# Актюбинский (Татарстан)
Актюбинский (тат. Актүбә) — посёлок городского типа в Азнакаевском районе Татарстана России.
Образует муниципальное образование поселок городского типа Актюбинский со статусом городского поселения как единственный населённый пункт в его составе.
Входит в полицентрическую Альметьевскую (Альметьевско-Бугульминско-Лениногорскую) агломерацию.

## Название
Топоним произошел татарских слов «ак» (белый) и «түбә» (вершина, пик; холм).

## География
Посёлок расположен в верховьях небольшой реки Ямашка (бассейн Степного Зая), в 19 км к юго-западу от города Азнакаево.
Расстояние до ближайшей железнодорожной станции — 36 км. Через посёлок проходит автодорога Альметьевск — Азнакаево.

## История
Поселения в этой области известны с XVIII века.
Название деревне Актюбе дали землемеры в 1920 году. Велось разделение земель под будущие колхозы, и по этой причине построены первые дома. Образованный в тридцатые колхоз имел 500 га пахоты.
Название «Актюба» означает «белая крыша». Поселок находится на возвышенности.
В 1951 году здесь нашли нефть, что значительно изменило характер поселения. 7 июля 1956 года решением исполкома Бугульминского райсовета депутатов трудящихся были образованы районный поселок Актюбинский и поселковый совет. Этот год считается датой образования поселка.

## Население
| 1959  | 1970  | 1979  | 1989  | 2002  | 2005  | 2006  |
| ----- | ----- | ----- | ----- | ----- | ----- | ----- |
| 5144  | ↗6397 | ↘6309 | ↗8370 | ↗9945 | ↘9634 | ↘9587 |
| 2007  | 2009  | 2010  | 2011  | 2012  | 2013  | 2014  |
| ↘9519 | ↗9524 | ↘9237 | ↘9217 | ↘9163 | ↘9142 | ↗9205 |
| 2015  | 2016  | 2017  | 2018  | 2019  | 2020  | 2021  |
| ↘9120 | ↘9112 | ↘8999 | ↘8869 | ↘8646 | ↘8450 | ↘8022 |
| 2024  |       |       |       |       |       |       |
| ↘7678 |       |       |       |       |       |       |

## Экономика
Добыча нефти. Сельское хозяйство представлено «Актюбинским РПК» (ООО «Союз-Агро»), действует элеватор, ферма для КРС.